# Parma Associazione Sportiva 1966-1967
Questa voce raccoglie le informazioni riguardanti il Parma Associazione Sportiva nelle competizioni ufficiali della stagione 1966-1967.

## Stagione
Nella stagione 1966-1967 il Parma disputa il girone C della Serie D, con 39 punti si piazza in sesta posizione, il campionato è stato vinto dal Città di Castello con 50 punti, davanti al Carpi secondo con 49 punti. Sono retrocesse nei dilettanti Fortitudo Fabrianese, Imola e Tolentino.
La difficile situazione economica non permette al Parma di allestire una squadra competitiva neppure per affrontare il campionato di Serie D, e ben presto i timori diventano realtà, i due allenatori che si succedono, prima Dante Boni poi Sergio Brighenti fanno del loro meglio, pur non riuscendo a condurre il Parma oltre il sesto posto in classifica con 34 punti, a undici lunghezze dal promosso Città di Castello. Tutti giocano al massimo contro la "nobile decaduta squadra ducale" che non ha la forza né i mezzi, ma solo l'orgoglio ferito, per competere per il successo finale. Solo due stagioni prima le avversarie dei ducali si chiamavano Napoli, Brescia, Palermo e Bari, ora i crociati, con tutto il rispetto, non riescono ad andare oltre il pari esterno con il San Secondo Parmense. Miglior realizzatore stagionale Giuseppe Mattei con otto reti.

## Rosa
| N. |                   | Ruolo | Calciatore          |
| -- | ----------------- | ----- | ------------------- |
|    | Italia (bandiera) | A     | Carlo Aimi          |
|    | Italia (bandiera) | A     | Giordano Bellei     |
|    | Italia (bandiera) | D     | Giuseppe Bruschi    |
|    | Italia (bandiera) | A     | Luigi Capelli       |
|    | Italia (bandiera) | D     | Gianfranco Carra    |
|    | Italia (bandiera) | D     | Antonio Cervi       |
|    | Italia (bandiera) | A     | Ernesto Coruzzi     |
|    | Italia (bandiera) | C     | Lino Fava           |
|    | Italia (bandiera) | A     | Francesco Ferrarini |
|    | Italia (bandiera) | D     | Gianpaolo Fontana   |

| N. |                   | Ruolo | Calciatore         |
| -- | ----------------- | ----- | ------------------ |
|    | Italia (bandiera) | D     | Giuseppe Grulla    |
|    | Italia (bandiera) | A     | Vittorio Ilariuzzi |
|    | Italia (bandiera) | C     | Giuseppe Manghi    |
|    | Italia (bandiera) | A     | Giuseppe Mattei    |
|    | Italia (bandiera) | P     | Sergio Napodano    |
|    | Italia (bandiera) | A     | Dimitri Pinti      |
|    | Italia (bandiera) | D     | Ermes Polli        |
|    | Italia (bandiera) | D     | Aldo Silvagna      |
|    | Italia (bandiera) | C     | Giancarlo Tassi    |
|    | Italia (bandiera) | P     | Gianni Uccelli     |

## Risultati

### Girone di andata
| Arbitro: | Manrtti (Firenze) |

|              |           |  |
| Cristini 11’ | Marcatori |  |

| Arbitro: | Andreoli (Padova) |

|                                |           |  |
| Capelli 10’ Ferrarini 50’, 66’ | Marcatori |  |

| Arbitro: | Crista (Livorno) |

|             |           |  |
| Brumuri 70’ | Marcatori |  |

| Arbitro: | Mascia (Milano) |

|               |           |  |
| Ferrarini 18’ | Marcatori |  |

| Arbitro: | Clerico (Chiavari) |

|                           |           |            |
| Palazzini 26’ Bartoli 55’ | Marcatori | 60’ Grulla |

| Arbitro: | Leonardi (Trento) |

|                                                 |           |  |
| Pinti 41’, 65’ Fontana 57’ (rig.) Ferrarini 80’ | Marcatori |  |

| Arbitro: | Gardonio (Pordenone) |

|  |           |           |
|  | Marcatori | 44’ Tassi |

| Arbitro: | Baioni (Treviglio) |

|              |           |            |
| Silvagna 56’ | Marcatori | 85’ Cassin |

| Arbitro: | Bertoldini (Venezia) |

|                           |           |  |
| Brighi 38’ Patrignani 60’ | Marcatori |  |

| Arbitro: | Pozzo (Udine) |

|                                         |           |                |
| Luzzi 31’ (aut.) Capelli 40’ Bellei 72’ | Marcatori | 53’ De Lorenzo |

| Arbitro: | Varnero (Alessandria) |

|               |           |              |
| Ferrarini 55’ | Marcatori | 78’ Mezzadri |

| Arbitro: | Oca (Bologna) |

|            |           |                |
| Sforza 85’ | Marcatori | 63’, 88’ Pinti |

| Arbitro: | Simoncini (La Spezia) |

|           |           |  |
| Mattei 4’ | Marcatori |  |

| Arbitro: | Ietto (Salerno) |

|                  |           |             |
| Sauer 25’ (rig.) | Marcatori | 83’ Capelli |

| Arbitro: | Testuzza (Genova) |

|            |           |  |
| Mattei 45’ | Marcatori |  |

| Arbitro: | Lupi (Genova) |

|                                                      |           |           |
| Pollini 19’ (rig.) Cervi 57’ (aut.) Viviani 87’, 89’ | Marcatori | 55’ Tassi |

| Arbitro: | Beretta (Milano) |

|            |           |                           |
| Mattei 59’ | Marcatori | 70’ Silvestri 89’ Poletto |

### Girone di ritorno
| Parma 29 gennaio 1967 18ª giornata | Parma          | 0 – 0 | Città di Castello | Stadio Ennio Tardini\| Arbitro: \| Petrò (Milano) \| |
| Arbitro:                           | Petrò (Milano) |       |                   |                                                      |

| Arbitro: | Maschietto (Mestre) |

|               |           |                  |
| Maranzoni 22’ | Marcatori | 4’ (rig.) Bellei |

| Arbitro: | Gardonio (Pordenone) |

|               |           |             |
| Ferrarini 72’ | Marcatori | 59’ Bromuri |

| Mirandola 19 febbraio 1967 21ª giornata | Mirandolese       | 0 – 0 | Parma | Stadio Libero Lolli\| Arbitro: \| Andreoli (Padova) \| |
| Arbitro:                                | Andreoli (Padova) |       |       |                                                        |

| Arbitro: | Giardini (Legnano) |

|                                |           |           |
| Ilariuzzi 2’ Bellei 88’ (rig.) | Marcatori | 40’ Testi |

| Arbitro: | Cespites (Chieti) |

|             |           |                        |
| Marconi 33’ | Marcatori | 16’ Mattei 85’ Capelli |

| Arbitro: | Rossignoli (Verona) |

|                      |           |  |
| Aimi 41’ Fontana 81’ | Marcatori |  |

| Arbitro: | Fiorenza (Torre Annunziata) |

|                      |           |  |
| Cassin 43’ Perli 65’ | Marcatori |  |

| Parma 26 marzo 1967 26ª giornata | Parma               | 0 – 0 | Riccione | Stadio Ennio Tardini\| Arbitro: \| Lattanzi (Macerata) \| |
| Arbitro:                         | Lattanzi (Macerata) |       |          |                                                           |

| Rimini 2 aprile 1967 27ª giornata | Forlì            | 0 – 0 | Parma | Stadio Romeo Neri\| Arbitro: \| Lenardon (Siena) \| |
| Arbitro:                          | Lenardon (Siena) |       |       |                                                     |

| Arbitro: | Minozzi (Monfalcone) |

|  |           |            |
|  | Marcatori | 47’ Mattei |

| Arbitro: | Zacchetti (Milano) |

|                                   |           |  |
| Capelli 9’ Coruzzi 46’ Mattei 62’ | Marcatori |  |

| Arbitro: | Pozzo (Udine) |

|                            |           |             |
| Antonioli 32’ Esposito 75’ | Marcatori | 46’ Coruzzi |

| Arbitro: | Di Gioia (Torino) |

|                             |           |                      |
| Coruzzi 14’, 23’ Mattei 22’ | Marcatori | 9’ Fugiani 41’ Sauer |

| Faenza 14 maggio 1967 32ª giornata | Faenza               | 0 – 0 | Parma | Stadio Bruno Neri\| Arbitro: \| Costeniero (Treviso) \| |
| Arbitro:                           | Costeniero (Treviso) |       |       |                                                         |

| Arbitro: | Pompili (Lecco) |

|            |           |             |
| Bellei 49’ | Marcatori | 62’ Pollini |

| Arbitro: | Pesciarelli (Roma) |

|             |           |  |
| Poletto 20’ | Marcatori |  |

## Statistiche

### Statistiche dei giocatori
|                | Giocatore           | Campionato | Campionato |
| Pres           | Giocatore           | Gol        |            |
| -------------- | ------------------- | ---------- | ---------- |
| Portieri       | Gianni Uccelli      | 31         |            |
| Portieri       | Sergio Napodano     | 3          |            |
| Difensori      | Giuseppe Grulla     | 12         | 1          |
| Difensori      | Giuseppe Bruschi    | 26         | 0          |
| Difensori      | Antonio Cervi       | 21         | 0          |
| Difensori      | Gian Paolo Fontana  | 28         | 2          |
| Difensori      | Ermes Polli         | 30         | 0          |
| Difensori      | Gian Franco Carra   | 17         | 0          |
| Difensori      | Aldo Silvagna       | 15         | 1          |
| Centrocampisti | Lino Fava           | 5          | 0          |
| Centrocampisti | Giuseppe Manghi     | 12         | 0          |
| Centrocampisti | Gian Carlo Tassi    | 18         | 2          |
| Ali            | Luigi Capelli       | 33         | 5          |
| Ali            | Ernesto Coruzzi     | 8          | 4          |
| Ali            | Giuseppe Mattei     | 34         | 8          |
| Attaccanti     | Vittorio Ilariuzzi  | 25         | 1          |
| Attaccanti     | Carlo Aimi          | 4          | 1          |
| Attaccanti     | Giordano Bellei     | 22         | 3          |
| Attaccanti     | Francesco Ferrarini | 21         | 6          |
| Attaccanti     | Dimitri Pinti       | 9          | 4          |